# Frammento di Klenow

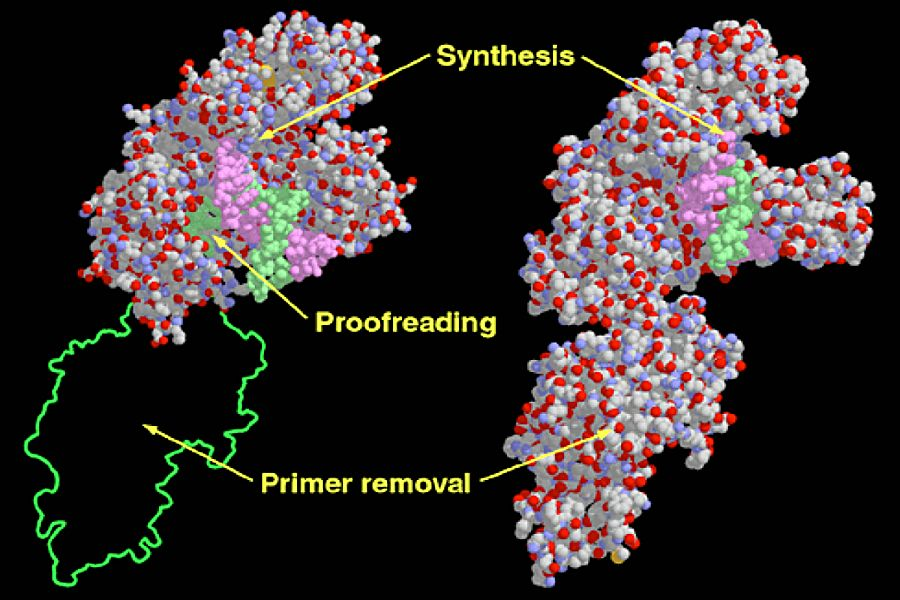
Domini funzionali del frammento di Klenow (sinistra) e DNA Polimerasi I (PDB).

Il Frammento di Klenow è un enorme frammento proteico prodotto quando la DNA polimerasi I di Escherichia coli subisce clivaggio enzimatico da parte della proteasi subtilisina.  Notato per la prima volta nel 1970, consiste di un'attività polimerasica 5' → 3' e un'attività esonucleasica 3' → 5'  per la rimozione dei nucleotidi già incorporati e per analisi di controllo. Non possiede attività esonucleasica 5' → 3'.